# Kvalspelet till världsmästerskapet i fotboll 1950
Kvalspelet till världsmästerskapet i fotboll 1950 spelades under 1949 och början av 1950. Totalt 34 landslag tävlade om 16 platser i huvudturneringen. Värdlandet Brasilien och mästarna från den tidigare turneringen, 1938 (Italien), var direktkvalificerade, vilket gjorde att 14 platser var spelbara. De 32 kvarvarande lagen delades upp i tio grupper.

## Grupp 1
Grupp 1 var även Brittiska mästerskapet 1949–1950.
| Nr | Lag ( )      | S | V | O | F | GM | IM | MS  | P |
| -- | ------------ | - | - | - | - | -- | -- | --- | - |
| 1  | England      | 3 | 3 | 0 | 0 | 14 | 3  | +11 | 6 |
| 2  | Skottland    | 3 | 2 | 0 | 1 | 10 | 3  | +7  | 4 |
| 3  | Wales        | 3 | 0 | 1 | 2 | 1  | 6  | −5  | 1 |
| 4  | Irland (IFA) | 3 | 0 | 1 | 2 | 4  | 17 | −13 | 1 |

| Hemma \ Borta | England | Irland (ö) | Skottland | Wales |
| England       | —       | 9–2        | —         | —     |
| Irland (IFA)  | —       | —          | 2–8       | —     |
| Skottland     | 0–1     | —          | —         | 2–0   |
| Wales         | 1–4     | 0–0        | —         | —     |

|  | 1 oktober 1949 | Irland (IFA)   | 2 – 8 | Skottland                                                                 | Windsor Park                                                           |                                                                        |
|  |                | Smyth 50′, 59′ |       | Morris 2′, 70′, 88′ Waddell 5′, 31′ (str.) Steel 23′ Reilly 24′ Mason 80′ | Belfast, Nordirland Publik: 50,000 Domare: Reginald Mortimer (England) | Belfast, Nordirland Publik: 50,000 Domare: Reginald Mortimer (England) |
|  |                |                |       |                                                                           |                                                                        |                                                                        |

|  | 15 oktober 1949 | Wales         | 1 – 4 | England                             | Ninian Park                                                   |                                                               |
|  |                 | Griffiths 80′ |       | Mortensen 22′ Milburn 29′, 34′, 66′ | Cardiff, Wales Publik: 61,079 Domare: Jack Mowatt (Skottland) | Cardiff, Wales Publik: 61,079 Domare: Jack Mowatt (Skottland) |
|  |                 |               |       |                                     |                                                               |                                                               |

|  | 9 November 1949 | Skottland               | 2 – 0 | Wales | Hampden Park                                                 |                                                              |
|  |                 | McPhail 25′ Linwood 78′ |       |       | Glasgow, Skottland Publik: 73,782 Domare: S.K. Law (England) | Glasgow, Skottland Publik: 73,782 Domare: S.K. Law (England) |
|  |                 |                         |       |       |                                                              |                                                              |

|  | 16 November 1949 | England                                                                   | 9 – 2 | Irland (IFA)          | Maine Road                                                          |                                                                     |
|  |                  | Rowley 6′, 47′, 56′, 58′ Froggatt 25′ Mortensen 35′, 50′ Pearson 33′, 68′ |       | Smyth 55′ Brennan 75′ | Manchester, England Publik: 69,742 Domare: Mervyn Griffiths (Wales) | Manchester, England Publik: 69,742 Domare: Mervyn Griffiths (Wales) |
|  |                  |                                                                           |       |                       |                                                                     |                                                                     |

|  | 8 March 1950 | Wales | 0 – 0 | Irland (IFA) | Racecourse Ground                                              |  |
|  |              |       |       |              | Wrexham, Wales Publik: 30,000 Domare: Reginald Leafe (England) |  |
|  |              |       |       |              |                                                                |  |

|  | 25 May 1950 | Skottland | 0 – 1 | England     | Hampden Park                                                        |                                                                     |
|  |             |           |       | Bentley 64′ | Glasgow, Skottland Publik: 133,300 Domare: Reginald Leafe (England) | Glasgow, Skottland Publik: 133,300 Domare: Reginald Leafe (England) |
|  |             |           |       |             |                                                                     |                                                                     |

## Grupp 2
Första omgången
| Nr | Lag ( ) | S | V | O | F | GM | IM | MS | P |
| -- | ------- | - | - | - | - | -- | -- | -- | - |
| 1  | Turkiet | 1 | 1 | 0 | 0 | 7  | 0  | +7 | 2 |
| 2  | Syrien  | 1 | 0 | 0 | 1 | 0  | 7  | −7 | 0 |

| Hemma \ Borta | Syrien | Turkiet |
| Syrien        | —      | [ b ]   |
| Turkiet       | 7–0    | —       |

|  | 20 November 1949 | Turkiet                                                                  | 7 – 0 | Syrien | 19 Mayıs Stadium                                |                                                 |
|  |                  | Cansever 12′, 16′, 87′ Eken 44′ Kücükandonyadis 66′ Keskin 67′ Kilic 72′ |       |        | Ankara, Turkiet Domare: Antonio Gamba (Italien) | Ankara, Turkiet Domare: Antonio Gamba (Italien) |
|  |                  |                                                                          |       |        |                                                 |                                                 |

|  |  | Syrien | inställd | Turkiet |  |  |
|  |  |        |          |         |  |  |
|  |  |        |          |         |  |  |
|  |  |        |          |         |  |  |

Andra omgången
| Nr | Lag ( )   | S | V | O | F | GM | IM | MS | P |
| -- | --------- | - | - | - | - | -- | -- | -- | - |
| 1  | Turkiet   | 0 | 0 | 0 | 0 | 0  | 0  | 0  | 0 |
| 2  | Österrike | 0 | 0 | 0 | 0 | 0  | 0  | 0  | 0 |

## Grupp 3
Första omgången
| Nr | Lag ( )     | S | V | O | F | GM | IM | MS | P |
| -- | ----------- | - | - | - | - | -- | -- | -- | - |
| 1  | Jugoslavien | 2 | 2 | 0 | 0 | 11 | 2  | +9 | 4 |
| 2  | Israel      | 2 | 0 | 0 | 2 | 2  | 11 | −9 | 0 |

| Hemma \ Borta | Israel | Socialistiska federativa republiken Jugoslavien |
| Israel        | —      | 2–5                                             |
| Jugoslavien   | 6–0    | —                                               |

|  | 21 augusti 1949 | Jugoslavien                                                        | 6 – 0 | Israel | JNA Stadion                                                            |                                                                        |
|  |                 | Pajević 12′, 19′, 26′ Senčar 44′ Ž. Čajkovski 63′ Bobek 83′ (str.) |       |        | Belgrad, Jugoslavien Publik: 35,000 Domare: Geovanni Galeati (Italien) | Belgrad, Jugoslavien Publik: 35,000 Domare: Geovanni Galeati (Italien) |
|  |                 |                                                                    |       |        |                                                                        |                                                                        |

|  | 18 september 1949 | Israel          | 2 – 5 | Jugoslavien                                    | Maccabiah Stadium                                                |                                                                  |
|  |                   | Glazer 46′, 78′ |       | Valok 15′, 37′ Bobek 26′ Z. Čajkovski 61′, 75′ | Tel-Aviv, Israel Publik: 20,000 Domare: Yosef Kinstlich (Cypern) | Tel-Aviv, Israel Publik: 20,000 Domare: Yosef Kinstlich (Cypern) |
|  |                   |                 |       |                                                |                                                                  |                                                                  |

Andra omgången
| Nr | Lag ( )     | S | V | O | F | GM | IM | MS | P |
| -- | ----------- | - | - | - | - | -- | -- | -- | - |
| 1  | Jugoslavien | 2 | 0 | 2 | 0 | 2  | 2  | 0  | 2 |
| 2  | Frankrike   | 2 | 0 | 2 | 0 | 2  | 2  | 0  | 2 |

| Hemma \ Borta | Frankrike | Socialistiska federativa republiken Jugoslavien |
| Frankrike     | —         | 1–1                                             |
| Jugoslavien   | 1–1       | —                                               |

|  | 9 oktober 1949 | Jugoslavien      | 1 – 1 | Frankrike   | JNA Stadion                                                                    |                                                                                |
|  |                | Ž. Čajkovski 36′ |       | Baillot 55′ | Belgrad, Jugoslavien Publik: 50,000 Domare: Karel van der Meer (Nederländerna) | Belgrad, Jugoslavien Publik: 50,000 Domare: Karel van der Meer (Nederländerna) |
|  |                |                  |       |             |                                                                                |                                                                                |

| [ f ] | 30 oktober 1949 | Frankrike  | 1 – 1 | Jugoslavien | Stade Olympique de Colombes                                        |                                                                    |
|       |                 | Baillot 8′ |       | Bobek 44′   | Paris, Frankrike Publik: 53,569 Domare: Giovanni Galeati (Italien) | Paris, Frankrike Publik: 53,569 Domare: Giovanni Galeati (Italien) |
|       |                 |            |       |             |                                                                    |                                                                    |

Omspel
| [ g ] | 11 december 1949 | Jugoslavien                                  | 3 – 2 (e fl) | Frankrike              | Stadio Giovanni Berta                                              |                                                                    |
|       |                  | Mihajlović 12′, 84′ (str.) Ž. Čajkovski 114′ |              | Walter 13′ Luciano 83′ | Florens, Italien Publik: 25,000 Domare: Giovanni Galeati (Italien) | Florens, Italien Publik: 25,000 Domare: Giovanni Galeati (Italien) |
|       |                  |                                              |              |                        |                                                                    |                                                                    |

## Grupp 4
Första omgången
| Nr | Lag ( )   | S | V | O | F | GM | IM | MS | P |
| -- | --------- | - | - | - | - | -- | -- | -- | - |
| 1  | Schweiz   | 2 | 2 | 0 | 0 | 8  | 4  | +4 | 4 |
| 2  | Luxemburg | 2 | 0 | 0 | 2 | 4  | 8  | −4 | 0 |

| Hemma \ Borta | Luxemburg | Schweiz |
| Luxemburg     | —         | 2–3     |
| Schweiz       | 5–2       | —       |

|  | 26 juni 1949 | Schweiz                                              | 5 – 2 | Luxemburg            | Hardturm                                                             |                                                                      |
|  |              | Maillard 20′ Fatton 30′ 41′ Ballaman 48′ Antenen 59′ |       | Wagner 3′ Reuter 88′ | Zürich, Schweiz Publik: 15,000 Domare: Charles Delasalle (Frankrike) | Zürich, Schweiz Publik: 15,000 Domare: Charles Delasalle (Frankrike) |
|  |              |                                                      |       |                      |                                                                      |                                                                      |

|  | 18 september 1949 | Luxemburg            | 2 – 3 | Schweiz                                | Stade Municipal                                                      |                                                                      |
|  |                   | Muller 3′ Kremer 38′ |       | Maillard 1′ Friedländer 59′ Fatton 75′ | Luxembourg, Luxemburg Publik: 3,000 Domare: Pierre Theunen (Belgien) | Luxembourg, Luxemburg Publik: 3,000 Domare: Pierre Theunen (Belgien) |
|  |                   |                      |       |                                        |                                                                      |                                                                      |

Andra omgången
| Nr | Lag ( ) | S | V | O | F | GM | IM | MS | P |
| -- | ------- | - | - | - | - | -- | -- | -- | - |
| 1  | Schweiz | 0 | 0 | 0 | 0 | 0  | 0  | 0  | 0 |
| 2  | Belgien | 0 | 0 | 0 | 0 | 0  | 0  | 0  | 0 |

## Grupp 5
| Nr | Lag ( )      | S | V | O | F | GM | IM | MS  | P |
| -- | ------------ | - | - | - | - | -- | -- | --- | - |
| 1  | Sverige      | 3 | 3 | 0 | 0 | 14 | 3  | +11 | 6 |
| 2  | Irland (FAI) | 4 | 1 | 1 | 2 | 6  | 7  | −1  | 3 |
| 3  | Finland      | 3 | 0 | 1 | 2 | 2  | 12 | −10 | 1 |

| Hemma \ Borta | Finland | Irland | Sverige |
| Finland       | —       | 1–1    | [ i ]   |
| Irland (FAI)  | 3–0     | —      | 1–3     |
| Sverige       | 8–1     | 3–1    | —       |

|  | 2 juni 1949 | Sverige                                      | 3 – 1 | Irland (FAI) | Råsunda Stadion                                                 |                                                                 |
|  |             | Anderson 17′ (str.) Jeppson 37′ Liedholm 69′ |       | Walsh 9′     | Stockholm, Sverige Publik: 38,000 Domare: Louis Baert (Belgien) | Stockholm, Sverige Publik: 38,000 Domare: Louis Baert (Belgien) |
|  |             |                                              |       |              |                                                                 |                                                                 |

|  | 8 september 1949 | Irland (FAI)                     | 3 – 0 | Finland | Dalymount Park                                              |                                                             |
|  |                  | Gavin 35′ Martin 44′ (str.), 68′ |       |         | Dublin, Irland Publik: 22,479 Domare: W.H.E. Evan (England) | Dublin, Irland Publik: 22,479 Domare: W.H.E. Evan (England) |
|  |                  |                                  |       |         |                                                             |                                                             |

|  | 9 oktober 1949 | Finland     | 1 – 1 | Irland (FAI) | Olympiastadion                                                               |                                                                              |
|  |                | Vaihela 89′ |       | Farrell 65′  | Helsingfors, Finland Publik: 13,000 Domare: Johan Bronkhorst (Nederländerna) | Helsingfors, Finland Publik: 13,000 Domare: Johan Bronkhorst (Nederländerna) |
|  |                |             |       |              |                                                                              |                                                                              |

|  | 13 November 1949 | Irland (FAI)      | 1 – 3 | Sverige             | Dalymount Park                                               |                                                              |
|  |                  | Martin 61′ (str.) |       | Palmér 4′, 40′, 68′ | Dublin, Irland Publik: 41,031 Domare: William Ling (England) | Dublin, Irland Publik: 41,031 Domare: William Ling (England) |
|  |                  |                   |       |                     |                                                              |                                                              |

## Grupp 6
| Nr | Lag ( )  | S | V | O | F | GM | IM | MS | P |
| -- | -------- | - | - | - | - | -- | -- | -- | - |
| 1  | Spanien  | 2 | 1 | 1 | 0 | 7  | 3  | +4 | 3 |
| 2  | Portugal | 2 | 0 | 1 | 1 | 3  | 7  | −4 | 1 |

| Hemma \ Borta | Portugal | Spanien |
| Portugal      | —        | 2–2     |
| Spanien       | 5–1      | —       |

|  | 2 April 1950 | Spanien                                          | 5 – 1 | Portugal    | Estadio Nuevo Chamartín                                    |                                                            |
|  |              | Zarra 11′, 58′ Basora 13′ Panizo 15′ Molowny 65′ |       | Sabrita 36′ | Madrid, Spanien Publik: 80,000 Domare: Reg Leafe (England) | Madrid, Spanien Publik: 80,000 Domare: Reg Leafe (England) |
|  |              |                                                  |       |             |                                                            |                                                            |

|  | 9 April 1950 | Portugal                  | 2 – 2 | Spanien              | Jamor                                                            |                                                                  |
|  |              | Travassos 51′ Correia 53′ |       | Zarra 24′ Gaínza 82′ | Lissabon, Portugal Publik: 30,000 Domare: Jack Mowat (Skottland) | Lissabon, Portugal Publik: 30,000 Domare: Jack Mowat (Skottland) |
|  |              |                           |       |                      |                                                                  |                                                                  |

## Grupp 7
| Nr | Lag ( )   | S | V | O | F | GM | IM | MS | P |
| -- | --------- | - | - | - | - | -- | -- | -- | - |
| 1  | Bolivia   | 0 | 0 | 0 | 0 | 0  | 0  | 0  | 0 |
| 1  | Chile     | 0 | 0 | 0 | 0 | 0  | 0  | 0  | 0 |
| 3  | Argentina | 0 | 0 | 0 | 0 | 0  | 0  | 0  | 0 |

## Grupp 8
| Nr | Lag ( )  | S | V | O | F | GM | IM | MS | P |
| -- | -------- | - | - | - | - | -- | -- | -- | - |
| 1  | Paraguay | 0 | 0 | 0 | 0 | 0  | 0  | 0  | 0 |
| 1  | Uruguay  | 0 | 0 | 0 | 0 | 0  | 0  | 0  | 0 |
| 3  | Ecuador  | 0 | 0 | 0 | 0 | 0  | 0  | 0  | 0 |
| 3  | Peru     | 0 | 0 | 0 | 0 | 0  | 0  | 0  | 0 |

## Grupp 9
| Nr | Lag ( ) | S | V | O | F | GM | IM | MS  | P |
| -- | ------- | - | - | - | - | -- | -- | --- | - |
| 1  | Mexiko  | 4 | 4 | 0 | 0 | 17 | 2  | +15 | 8 |
| 2  | USA     | 4 | 1 | 1 | 2 | 8  | 15 | −7  | 3 |
| 3  | Kuba    | 4 | 0 | 1 | 3 | 3  | 11 | −8  | 1 |

| Hemma \ borta | Kuba | Mexiko | USA |
| Kuba          | —    | 0–3    | 1–1 |
| Mexiko        | 2–0  | —      | 6–2 |
| USA           | 5–2  | 0–6    | —   |

|  | 4 september 1949 | USA | 0 – 6 | Mexiko                                                     | Estadio de los Deportes                                      |                                                              |
|  |                  |     |       | Flores 20′ Luna 30′ de la Fuente 37′, 55′, 58′ Septien 85′ | Mexico City, Mexiko Publik: 60,000 Domare: José Tapia (Kuba) | Mexico City, Mexiko Publik: 60,000 Domare: José Tapia (Kuba) |
|  |                  |     |       |                                                            |                                                              |                                                              |

|  | 11 september 1949 | Mexiko               | 2 – 0 | Kuba | Estadio de los Deportes                            |                                                    |
|  |                   | Luna 26′ Casarín 57′ |       |      | Mexico City, Mexiko Domare: Prudencio García (USA) | Mexico City, Mexiko Domare: Prudencio García (USA) |
|  |                   |                      |       |      |                                                    |                                                    |

|  | 14 september 1949 | Kuba      | 1 – 1 | USA         | Estadio de los Deportes           |                                   |
|  |                   | Gómez 28′ |       | Wallace 23′ | Mexico City, Mexiko Publik: 8,000 | Mexico City, Mexiko Publik: 8,000 |
|  |                   |           |       |             |                                   |                                   |

|  | 18 september 1949 | Mexiko                                                     | 6 – 2 | USA                   | Estadio de los Deportes                                      |                                                              |
|  |                   | Ortiz 14′ Casarín 23′, 41′, 76′ de la Fuente 47′ Ochoa 89′ |       | Souza 52′ Wattman 90′ | Mexico City, Mexiko Publik: 54,500 Domare: José Tapia (Kuba) | Mexico City, Mexiko Publik: 54,500 Domare: José Tapia (Kuba) |
|  |                   |                                                            |       |                       |                                                              |                                                              |

|  | 21 september 1949 | USA                                              | 5 – 2 | Kuba                  | Estadio de los Deportes                                      |                                                              |
|  |                   | Bahr 16′ Souza 23′ Matevich 30′, 35′ Wallace 48′ |       | Barquin 42′ Veiga 50′ | Mexico City, Mexiko Publik: 60,000 Domare: José Tapia (Kuba) | Mexico City, Mexiko Publik: 60,000 Domare: José Tapia (Kuba) |
|  |                   |                                                  |       |                       |                                                              |                                                              |

|  | 25 september 1949 | Mexiko                      | 3 – 0 | Kuba | Estadio de los Deportes                            |                                                    |
|  |                   | Naranjo 44′, 88′ Flores 58′ |       |      | Mexico City, Mexiko Domare: Prudencio García (USA) | Mexico City, Mexiko Domare: Prudencio García (USA) |
|  |                   |                             |       |      |                                                    |                                                    |

Mexiko och USA kvalificerade sig till VM.

## Grupp 10
| Nr | Lag ( )      | S | V | O | F | GM | IM | MS | P |
| -- | ------------ | - | - | - | - | -- | -- | -- | - |
| 1  | Indien       | 0 | 0 | 0 | 0 | 0  | 0  | 0  | 0 |
| 2  | Burma        | 0 | 0 | 0 | 0 | 0  | 0  | 0  | 0 |
| 3  | Indonesien   | 0 | 0 | 0 | 0 | 0  | 0  | 0  | 0 |
| 4  | Filippinerna | 0 | 0 | 0 | 0 | 0  | 0  | 0  | 0 |

Burma, Filippinerna och Indonesien avböjde att spela. Indien kvalificerade sig till VM. Efter kvalifikationen drog också Indien sig ur världsmästerskapet. En av anledningarna kan ha varit att laget inte skulle få spela matcher barfota.

## Anmärkningslista
1. ↑  Skottland avstod från att delta i VM efter att ha misslyckats att vinna kvalspelet, och överlät sin VM-plats till Frankrike, som dock också tackade nej senare. FIFA beslutade att inte överlåta platsen till något annat landslag.
2. ↑  Syrien drog sig ur tävlingen.
3. ↑  Turkiet kvalificerade sig för VM 1950 men drog sig senare ur tävlingen.
4. ↑  Österrike drog sig ur tävlingen.
5. ↑  Frankrike fick erbjudan om att ta Skottlands plats, då Skottland valde att avstå från VM. Frankrike tackade nej till platsen.
6. ↑  Frankrike och Jugoslavien slutade på samma poäng. Ett omspel fick avgöra vem som kvalificerade sig för VM.
7. ↑  Jugoslavien kvalificerade sig för VM.
8. ↑  Belgien drog sig ur tävlingen.
9. ↑  Finland drog sig ur och sista matchen (Finland–Sverige) spelades aldrig.
10. ↑  Portugal fick Turkiets plats av Fifa men tackade nej till den. Fifa bestämde att ingen annat lag skulle få platsen.
11. ↑  Argentina drog sig ur tävlingen.
12. ↑  Ecuador drog sig ur tävlingen.
13. ↑  Peru drog sig ur tävlingen.
14. ↑  Alla matcher spelades i Mexico City.
15. ↑  Indien kvalificerade sig först, men valde senare att dra sig ur tävlingen.
16. ↑  Burma drog sig ur tävlingen.
17. ↑  Indonesien drog sig ur tävlingen.
18. ↑  Filippinerna drog sig ur tävlingen.